# 南高橋

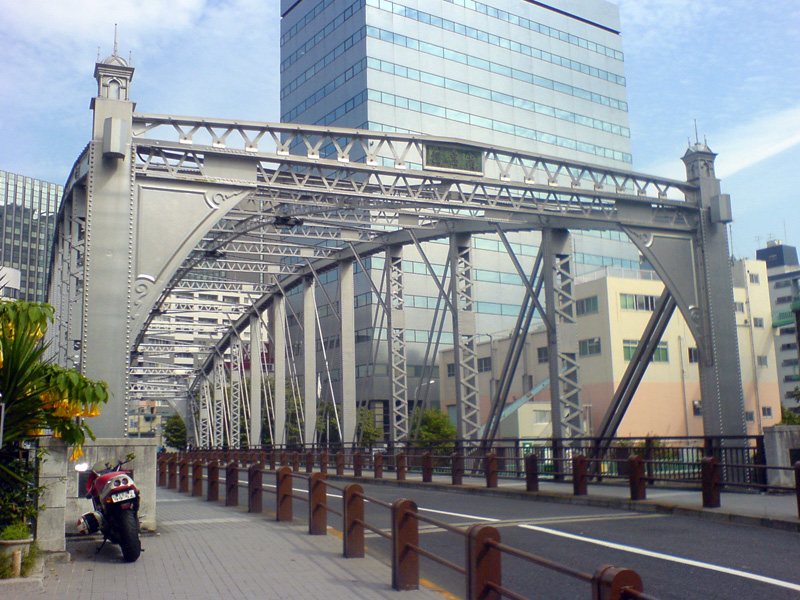
南高橋（2006年10月）

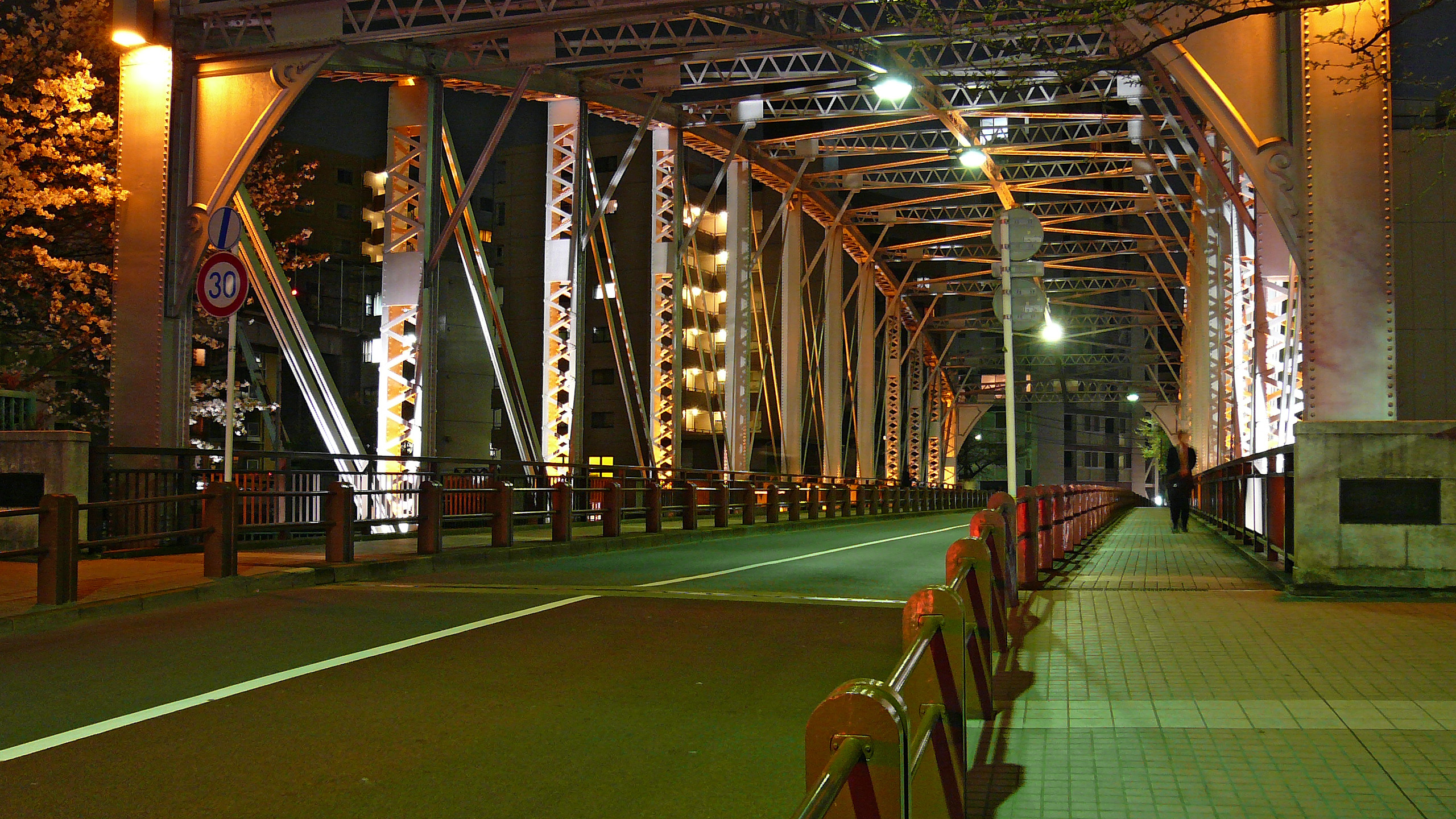
ライトアップされた南高橋（2007年3月）

南高橋（みなみたかばし）は、東京都中央区の亀島川にかかる橋で、中央区道第416号線（通称「桜通り」）を通す。東岸は中央区新川二丁目、西岸は中央区湊一丁目。亀島川最下流の橋であり、南側に亀島川水門が隣接する。名称は上流側にある高橋（たかばし）の南にあるということで単純に名付けられた。

## 現在の橋の概要
- 構造形式 下路式単純プラットトラス橋
- 橋長 63.1m
- 幅員 11.0m
- 着工 昭和6年（1931年）1月
- 竣工 昭和7年（1932年）3月
- 施工主体 東京市復興局
- 製作 東京石川島造船所

## 橋の歴史
大正12年（1923年）の関東大震災後の復興事業により、大規模な区画整理が行われた際に、当時橋のなかった本湊町と対岸の越前堀一丁目との間に計画された。
しかし、地震災害により破損した多くの橋を改架したために、東京市は予算が乏しくなっていた。そこで、明治37年（1904年）に隅田川に架橋され、地震被災によって改架された両国橋の3連トラス橋のうち、損害の少なかった中央部分を補強して再利用し、移設した。現地に合わせた結果、原型の両国橋と比べて幅で1/3程度に縮小し、高さも下げられている。
結果的に明治の鉄橋が現代に残ることとなり、都内に残る鋼鉄トラス橋のうち、道路橋としては最古であり、人道橋としても江東区に移設された八幡橋（旧弾正橋）に次いで二番目に古い。なお、全国でも6番目に古い鋼鉄トラス橋であり、中央区民有形文化財に指定されている。
こうした土木建築史の経緯を受けて、2016年度、土木学会選奨土木遺産に認定された。